# Pseudanthias engelhardi
Pseudanthias engelhardi és una espècie de peix de la família dels serrànids i de l'ordre dels perciformes.

## Hàbitat
És un peix marí de clima tropical i associat als esculls de corall que viu entre 1-53 m de fondària.

## Distribució geogràfica
Es troba a Austràlia (incloent-hi la Gran Barrera de Corall) i Palau.